# Timofiej Chriukin
Timofiej Timofiejewicz Chriukin (ros. Тимофей Тимофеевич Хрюкин, ur. 26 maja?/8 czerwca 1910 w Jejsku, zm. 19 lipca 1953 w Moskwie) – radziecki dowódca wojskowy, generał pułkownik pilot, zastępca dowódcy Sił Powietrznych ZSRR, dwukrotny Bohater Związku Radzieckiego (1939, 1945).

## Życiorys
Urodził się w Jejsku w obwodzie krasnodarskim. W dzieciństwie pracował jako parobek u bogatych Kozaków.
Po rewolucji październikowej pracował jako robotnik, a w wieku 15 lat zaczął się uczyć w szkole wieczorowej. W 1926 wstąpił do Komsomołu, gdzie został sekretarzem komitetu rejonowego. Jednocześnie uczył się na wieczorowym instytucie dla robotników tzw. rabfaku, który ukończył w 1932. W 1929 wstąpił do Wszechzwiązkowej Partii Komunistycznej (bolszewików).
Po ukończeniu rabfaku został powołany do Armii Czerwonej i skierowany do wojskowej szkoły pilotów w Ługańsku, którą ukończył w 1933. Następnie został skierowany do jednostki lotnictwa bombowego, gdzie został dowódcą zwiadu.
W 1936 na ochotnika zgłosił się i wyjechał do Hiszpanii, gdzie brał udział w hiszpańskiej wojnie domowej jako pilot – dowódca oddziału lotnictwa bombowego. W Hiszpanii przebywał do 1937. Za udział w walkach w Hiszpanii 22 lutego 1939 został nagrodzony tytułem Bohatera Związku Radzieckiego.
Po powrocie z Hiszpanii w 1938, na ochotnika zgłosił się i wyjechał do Chin, gdzie dowodził eskadrą bombową w walkach z wojskami japońskimi.
W 1939 rozpoczął kurs wyższych dowódców w Akademii Sztabu Generalnego i został mianowany dowódcą 14 Armii Lotniczej. Jako dowódca tej armii brał udział w wojnie zimowej. W 1940 został mianowany na stopień komdiwa (gen. mjr pil.).
W 1941, po ukończeniu kursu przy Akademii Sztabu Generalnego został mianowany dowódcą 12 Armii Lotniczej, którą dowodził po ataku Niemiec na ZSRR na południu Ukrainy. W sierpniu 1941 został mianowany dowódcą lotnictwa Frontu Karelskiego i otrzymał awans na stopień generała porucznika.
W lipcu 1942 został dowódcą lotnictwa Frontu Południowo-Zachodniego. Z podległych sobie jednostek lotniczych zorganizował 8 Armię Lotniczą, która dowodził do lipca 1944. W tym czasie brał udział w bitwie stalingradzkiej, w walkach o wyzwolenie Zagłębia Donieckiego, Ukrainy i Krymu.
W lipcu 1944 został dowódcą 1 Armii Lotniczej wchodzącej w skład 3 Frontu Białoruskiego. Dowodził tą armią w trakcie wyzwalania Białorusi, zajmowania krajów bałtyckich, Polski oraz zajęciu Prus Wschodnich. W 1944 został mianowany generałem pułkownikiem, a 19 kwietnia 1945 po raz drugi został wyróżniony tytułem Bohatera Związku Radzieckiego.
1 Armią Lotniczą dowodził do 1946. W latach 1946–1947 pełnił funkcje zastępcy dowódcy Sił Powietrznych ZSRR. W latach 1947–1950 studiował w Akademii Sztabu Generalnego. Po ukończeniu akademii ponownie został zastępcą dowódcy Sił Powietrznych ZSRR. Funkcję tę pełnił do śmierci.
Zmarł 19 lipca 1953 w Moskwie i został pochowany na Cmentarzu Nowodziewiczym.

## Odznaczenia
- Medal „Złota Gwiazda” Bohatera Związku Radzieckiego – dwukrotnie (22 lutego 1939, 19 kwietnia 1945)
- Order Lenina – dwukrotnie (1939, 1945)
- Order Czerwonego Sztandaru – trzykrotnie (1937, 1940, 1953)
- Order Suworowa I klasy (1944)
- Order Kutuzowa I klasy – dwukrotnie (1943, 1944)
- Order Suworowa II klasy (1943)
- Order Bohdana Chmielnickiego (ZSRR) I klasy (1944)
- Order Wojny Ojczyźnianej II klasy (1942)
- Order Czerwonej Gwiazdy (1947)